# Vierhuis (De Friese Meren)
Vierhuis (Fries: Fjouwerhûs) is een buurtschap in de gemeente De Friese Meren, in de Nederlandse provincie Friesland. De buurtschap ligt ten oosten van het Tjeukemeer, ten oosten/zuidoosten van Rohel en ten noorden van Delfstrahuizen.
De bewoning van de buurtschap is gelegen aan beide zijden van de Broeresloot, dat ook bekend staat als Vierhuistervaart. De meeste bewoning is te vinden aan de noordzijde van de Broeresloot, dit gedeelte valt onder de woonplaats Rohel. De bewoning aan de zuidzijde valt onder Delfstrahuizen. De N924 loopt door de buurtschap heen. Aan de havenmond van de jachthaven van de buurtschap bevindt zich het voormalige Gemaal Fjouwerhûs uit 1932, gebouwd naast de toenmalige sluis uit 1930. Direct tegenover dit gemaal, aan de andere kant van de N924 staat het nieuwe gemaal uit 2001.

## Geschiedenis
Vierhuis werd in 1664 (en rond 1700) vermeld als Vierhuysen. In 1840 en 1853 werd het vermeld als Vierhuis, terwijl het in 1848 vermeld werd als Vierhuizen. De plaatsnaam wijst waarschijnlijk naar het feit dat het een nederzetting was van vier huizen. De nederzetting groeide in de loop der tijd maar in 1840 was bij de volkstelling nog maar sprake van drie huizen, met 15 inwoners. De buurtschap groeide daarna weer.
De buurtschap viel tot 1934 binnen het grondgebied van de gemeente Schoterland, van 1934 tot aan 1984 was dat de gemeente Haskerland. Vanaf 1984 was de buurtschap opgedeeld over de gemeenten Skarsterlân en Lemsterland, maar sinds 2014 ligt het geheel weer in één gemeente, de gemeente De Friese Meren.
Hoofdplaats: Joure     Stad: Sloten

Dorpen en gehuchten: Akmarijp · Bakhuizen · Balk · Bantega · Boornzwaag · Broek · Delfstrahuizen · Dijken · Doniaga · Echten · Echtenerbrug · Eesterga · Elahuizen · Follega · Goingarijp · Harich · Haskerhorne · Idskenhuizen · Kolderwolde · Langweer · Legemeer · Lemmer · Mirns · Nijehaske · Nijemirdum · Oldeouwer · Oosterzee · Oudega · Oudehaske · Oudemirdum · Ouwster-Nijega · Ouwsterhaule · Rijs · Rohel · Rotstergaast · Rotsterhaule · Rottum · Ruigahuizen · Scharsterbrug · Sint Nicolaasga · Sintjohannesga · Snikzwaag · Sondel · Terhorne · Terkaple · Teroele · Tjerkgaast · Vegelinsoord · Wijckel

Buurtschappen: Ballingbuur · Bargebek · Boornzwaag over de Wielen · Brekkenpolder · Commissiepolle · De Rijlst · Delburen · Finkeburen · Heide · Hooibergen · Nieuw Amerika · Onland · Schoterzijl (deels) · Schouw · Spannenburg · Tacozijl · Trophorne · Tweehuis · Vierhuis · Vrisburen · Westerend-Harich · Zevenbuurt

Friesland: Steden en dorpen      Nederland: Provincies · Gemeenten